# Sigloy
Sigloy település Franciaországban, Loiret megyében. Lakosainak száma 660 fő (2022. január 1.). Sigloy Châteauneuf-sur-Loire, Germigny-des-Prés, Guilly, Neuvy-en-Sullias, Ouvrouer-les-Champs és Tigy községekkel határos.

## Népesség
A település népessége az elmúlt években az alábbi módon változott:
| Lakosok száma | 357  | 503  | 458  | 616  | 688  | 673  | 678  | 665  | 659  | 660  |
|               | 1968 | 1982 | 1990 | 2006 | 2013 | 2015 | 2017 | 2019 | 2020 | 2022 |